# Festival slovenskega filma 2021
24. Festival slovenskega filma Portorož je potekal od 12. do 17. oktobra 2021. Festival se je po enem letu v Ljubljani vrnil na Obalo. Z letom 2021 je vodstvo festivala za tri leta prevzel novi direktor Bojan Labović, ki je nadomestil Jelko Stergel. Programski odbor (selektorji programa) sta poleg njega sestavljala Veronika Zakonjšek in Nace Zavrl. Častni pokrovitelj festivala je bil predsednik Republike Slovenije Borut Pahor.

## Novosti
Festival je bil prestavljen na nekoliko poznejši, oktobrski termin. Uveden je bil filmski evro (1 €, vštet v ceno vstopnic), s katerim so študentom filma omogočili brezplačno bivanje na festivalu. Uveden je bil tudi naziv častnega gosta festivala; to leto je bil častni gost srbski režiser Slobodan Šijan.

## Nagrade

### Badjurova nagrada za življenjsko delo
- Emilija Soklič

Komisijo za Badjurovo nagrado so sestavljali Jelka Stergel, Polona Juh, Viva Videnović, Boris Petkovič in Dušan Milavec (predsednik).

### Vesne

#### Strokovne vesne
Strokovne vesne podeljujeta dve tričlanski žiriji:
(1) Strokovna žirija za celovečerne filme (igrane in dokumentarne ter manjšinske slovenske koprodukcije) v sestavi Primož Bezjak, Dana Budisavljević () in Želimir Žilnik () je podelila nagrade v naslednjih kategorijah:
| Kategorija              | Prejemnik                                              |
| ----------------------- | ------------------------------------------------------ |
| celovečerni film        | Prasica, slabšalni izraz za žensko (r. Tijana Zinajić) |
| režija                  | Darko Sinko (Inventura)                                |
| scenarij                | Iza Strehar (Prasica, slabšalni izraz za žensko)       |
| glavna ženska vloga     | Liza Marijina (Prasica, slabšalni izraz za žensko)     |
| glavna moška vloga      | Radoš Bolčina (Inventura)                              |
| stranska ženska vloga   | Anuša Kodelja (Prasica, slabšalni izraz za žensko)     |
| stranska moška vloga    | Dejan Spasić (Inventura)                               |
| fotografija             | Mitja Ličen (Telesce)                                  |
| izvirna glasba          | Matija Krečič (Inventura)                              |
| montaža                 | Uroš Maksimović, Mariana Kozáková (Odpuščanje)         |
| scenografija            | Neža Zinajić (Prasica, slabšalni izraz za žensko)      |
| kostumografija          | Matic Hrovat (Prasica, slabšalni izraz za žensko)      |
| maska                   | Martina Šubic Dodočić (Oaza)                           |
| zvok                    | Julij Zornik (Morena)                                  |
| manjšinska koprodukcija | Telesce (r. Laura Samani)                              |

Posebno priznanje žirije (posebna omemba) sta prejela filma Iskre v času – svetovni računalniški podvig Jurija Grudna in Ameba Blaža Završnika.
(2) Strokovna žirija za kratke igrane, dokumentarne, eksperimentalne, animirane in študijske filme v sestavi Robert Černelč, Matjaž Ivanišin in Hana Repše je podelila nagrade v naslednjih kategorijah:
| Kategorija           | Prejemnik                                                      |
| -------------------- | -------------------------------------------------------------- |
| dokumentarni film    | Odpuščanje (r. Marija Zidar)                                   |
| kratki igrani film   | Sestre (r. Kukla)                                              |
| animirani film       | Steakhouse (r. Špela Čadež)                                    |
| eksperimentalni film | Vdor (r. Matevž Jerman, Niko Novak)                            |
| študijski film       | (ne)vidni (r. Anže Grčar)                                      |
| posebni dosežki      | Babičino seksualno življenje (r. Urška Djukić, Emilie Pigeard) |
| posebni dosežki      | Kazenski strel (r. Rok Biček)                                  |

#### Vesna za najboljši film po izboru občinstva
- Prasica, slabšalni izraz za žensko (r. Tijana Zinajić, prod. December)

| Film                                        | Ocena |
| ------------------------------------------- | ----- |
| Prasica, slabšalni izraz za žensko          | 4,74  |
| Iskre v času – svetovni računalniški podvig | 4,55  |
| Inventura                                   | 4,44  |
| Sanremo                                     | 4,42  |
| Septembrska klasa                           | 4,34  |
| Nekoč so bili ljudje                        | 4,28  |
| Filmski obzornik 80 – Metka, Meki           | 4,27  |
| Odpuščanje                                  | 4,22  |
| Zastoj                                      | 4,03  |
| Ameba                                       | 3,63  |

Nagrada je namenjena producentu najbolje ocenjenega filma.

### Ostale nagrade
| Nagrada | Prejemnik                                  |
| --- | ------------------------------------------ |
| nagrada za najboljšega debitanta                                                                              | Darko Sinko (Inventura)                    |
| nagrada Art kino mreže Slovenije (AKMS) (žirija: Špela Mrak, Luka Vidic, Jure Matičič)                        | Morena (r. Antoneta Alamat Kusijanović)    |
| nagrada Art kino mreže Slovenije (AKMS) (žirija: Špela Mrak, Luka Vidic, Jure Matičič)                        | posebna omemba: Inventura (r. Darko Sinko) |
| nagrada Društva slovenskih filmskih publicistov FIPRESCI (žirija: Bojana Bregar, Rok Govednik, Simona Jerala) | Odpuščanje (r. Marija Zidar)               |
| nagrada za najboljši študijski film žirije mladih kritikov                                                    |                                            |
| nagrada kosobrin za dragocene filmske sodelavce                                                               | Rudi Požek (za leto 2020)                  |
| nagrada kosobrin za dragocene filmske sodelavce                                                               | Drago Jarić (za leto 2021)                 |

- Pokrovitelj nagrade za najboljšega debitanta je Iridium film.
- Nagradi Art kino mreže Slovenije in Društva slovenskih filmskih publicistov FIPRESCI sta za najboljši (slovenski) celovečerni film.
- Nagrado za najboljši študijski film podeljuje žirija mladih kritikov v okviru filmskokritiške delavnice Ostrimo pogled.
- Nagrado kosobrin podeljuje Društvo slovenskih filmskih režiserjev.

## Filmi
Programska komisija je pregledala 125 prijavljenih filmov in jih v program festivala uvrstila 87, od tega 54 v tekmovalni program: 10 celovečernih filmov, 9 manjšinskih koprodukcij, 2 srednjemetražna, 21 kratkih in 12 študijskih filmov.
Filmi so bili po dnevih razporejeni po tematskih sklopih: danes nekoč, lokalno daleč, globalno blizu, pretekla sodobnost in odprto okolje.
Projekcije so potekale v Avditoriju Portorož in na razstavišču Monfort, ki sta bila osrednji festivalski prizorišči. Dodatno prizorišče je bilo Gledališče Tartini Piran, kjer sta se odvili brezplačni matineji za najstarejše (Tistega lepega dne Franceta Štiglica) in za najmlajše (Tako zraste ... Petelin Mihe Kalana in Jerneja Žmitka, Podlasica Timona Lederja, Princ Ki-Ki-Do, Superdo Grege Mastnaka, Povodni mož Katarine Nikolov, Koyaa – Poskočna radirka Kolje Sakside ter Maček Muri – Tekma Jerneja Žmitka). 

### Tekmovalni program

#### Celovečerni filmi
| Naslov                                      | Režija             | Kategorija   |
| ------------------------------------------- | ------------------ | ------------ |
| Ameba                                       | Blaž Završnik      | igrani       |
| Filmski obzornik 80 – Metka, Meki           | Nika Autor         | dokumentarni |
| Inventura                                   | Darko Sinko        | igrani       |
| Iskre v času – svetovni računalniški podvig | Jurij Gruden       | dokumentarni |
| Nekoč so bili ljudje                        | Goran Vojnović     | igrani       |
| Odpuščanje                                  | Marija Zidar       | dokumentarni |
| Prasica, slabšalni izraz za žensko          | Tijana Zinajić     | igrani       |
| Sanremo                                     | Miroslav Mandić    | igrani       |
| Septembrska klasa                           | Igor Šterk         | dokumentarni |
| Zastoj                                      | Vinko Möderndorfer | igrani       |

#### Manjšinske koprodukcije
| Naslov                             | Režija                      | Kategorija   |
| ---------------------------------- | --------------------------- | ------------ |
| Homo                               | Igor Ivanov                 | igrani       |
| Modelar / Modelář                  | Petr Zelenka                | igrani       |
| Morena / Murina                    | Antoneta Alamat Kusijanović | igrani       |
| Nebesa                             | Srđan Dragojević            | igrani       |
| Oaza                               | Ivan Ikić                   | igrani       |
| Po tamburi                         | Stanislav Tomić             | igrani       |
| Starec in štorklja / Starac i roda | Tomislav Jelinčić           | dokomentarni |
| Telesce / Piccolo corpo            | Laura Samani                | igrani       |
| Žica / The Wire                    | Tiha K. Gudac               | dokumentarni |

#### Srednjemetražni filmi
| Naslov          | Režija         | Kategorija   |
| --------------- | -------------- | ------------ |
| Pozabljeni grob | Zvezdan Martić | dokumentarni |
| Sinovi burje    | Miha Čelar     | dokumentarni |

#### Kratki filmi
| Naslov                        | Režija                                                                    | Kategorija             |
| ----------------------------- | ------------------------------------------------------------------------- | ---------------------- |
| '91                           | Luka Štigl                                                                | igrani                 |
| Babičino seksualno življenje  | Urška Djukić, Emilie Pigeard                                              | animirani              |
| Delavci zapuščajo tovarno     | Neja Tomšič                                                               | dokumentarni           |
| Kazenski strel                | Rok Biček                                                                 | igrani                 |
| Komaj čakam, da prideš        | Tomaž Grom                                                                | dokumentarni           |
| Labod                         | Evelin Bizjak, Neja Rakušček, Monika Rusak, Ružica Anja Tadić, Tjaša Tomc | dokumentarni           |
| Lovorika                      | Mitja Manček                                                              | animirani              |
| Magični grad je tu            | Ester Ivakič                                                              | eksperimentalni        |
| Ne morete me avtomatizirati   | Katarina Jazbec                                                           | dokumentarni           |
| Opazovalec smrti              | Jani Sever                                                                | dokumentarni           |
| Osvoboditev libida            | Žiga Virc                                                                 | igrani                 |
| Pokaži mi svojo roko & daj no | Robi Predanič, Alen Predanič                                              | igrano-eksperimentalni |
| Poslednji dan patriarhata     | Olmo Omerzu                                                               | igrani                 |
| Sestre                        | Kukla                                                                     | igrani                 |
| Spacapufi                     | Jaka Ivanc                                                                | animirani              |
| Steakhouse                    | Špela Čadež                                                               | animirani              |
| Sudden Gust of Wind           | Davor Kralj                                                               | igrani                 |
| Sutherland v okvirju          | Matjaž Jamnik, Gaja Naja Rojec                                            | dokumentarni           |
| Ta presneta očetova kamera!   | Miloš Tomić                                                               | animirani              |
| Ulov                          | Ana Gruden                                                                | igrani                 |
| Vdor                          | Matevž Jerman, Niko Novak                                                 | eksperimentalni        |

#### Študijski filmi
| Naslov                       | Režija                 | Kategorija      |
| ---------------------------- | ---------------------- | --------------- |
| (ne)vidni                    | Anže Grčar             | dokumentarni    |
| Bela, črna in prava ljubezen | Anja Paternoster       | animirani       |
| Čutenje giba                 | Margareta Grujić       | dokumentarni    |
| Deseti brat                  | Ajda Zupan             | eksperimentalni |
| Dismorfija                   | Amadeja Kirbiš         | animirani       |
| Four of a Kind               | Nika Karner            | animirani       |
| Hkrati naokoli               | Dunja Rahovsky Šuligoj | eksperimentalni |
| Janko Žonta                  | Aleksander Kogoj, jr.  | igrani          |
| Maks                         | Martin Draksler        | igrani          |
| Otava                        | Lana Bregar            | igrani          |
| Pepelni drobci               | Aljoša Nikolić         | dokumentarni    |
| Transnebesna železnica       | Ivana Vogrinc Vidali   | igrani          |

### Pregledni program
| Naslov                          | Režija                            | Kategorija             |
| ------------------------------- | --------------------------------- | ---------------------- |
| Celovečerni filmi               |                                   |                        |
| Naslednja postaja Kiosk         | Jasna Hribernik                   | dokumentarni           |
| Skrivnosti z Beethovnove ulice  | Aljaž Bastič                      | igrano-dokumentarni    |
| Srednjemetražni filmi           |                                   |                        |
| Idealna mesta                   | Amir Muratović                    | dokumentarni           |
| Kavčičev Zapisnik               | Slavko Hren                       | dokumentarni           |
| Orlek: Knap'n'roll              | Maja Pavlin                       | dokumentarni           |
| Vmesni čas                      | Dušan Moravec                     | dokumentarni           |
| Kratki filmi                    |                                   |                        |
| Mesto in barva. Tango           | Mojca Zlokarnik                   | animirani              |
| Na svojih nogah                 | Elena Chiechio                    | dokumentarni           |
| Nadia v iranski šoli            | Nadia Azhdari, Maja Malus Azhdari | dokumentarni           |
| Nostalgija prihodnosti          | August Adrian Braatz              | eksperimentalni        |
| Quality Time Together           | Boris T. Matić                    | igrano-eksperimentalni |
| Svetovni teater                 | Matic Perčič                      | animirani              |
| Tako zraste ... Krt             | Miha Kalan, Jernej Žmitek         | animirani              |
| Tako zraste ... Morski konjiček | Miha Kalan, Jernej Žmitek         | animirani              |
| Vdih, od začetka                | Andreja Kranjec                   | igrani                 |
| Študijski filmi                 |                                   |                        |
| Anton                           | Jan Krevatin                      | igrani                 |
| Bard                            | Luka Mavrič                       | animirani              |
| Fatamorgana                     | Lana Bregar                       | igrani                 |
| Kje se bom zbudil jutri?        | David Champaigne                  | dokumentarni           |
| Krpan                           | Juš Hrastnik                      | igrani                 |
| Lazarus                         | Ivana Kalc                        | eksperimentalni        |
| Prelom                          | Juš Hrastnik                      | dokumentarni           |
| Sprintaj mi ljubezen            | Sara Polanc                       | igrani                 |
| Time Is a Physical Dimension    | Ivana Kalc                        | eksperimentalni        |
| Vida                            | Pietro Cromaz                     | igrani                 |

### Posebni program
| Naslov                                  | Režija                                         | Kategorija          |
| --------------------------------------- | ---------------------------------------------- | ------------------- |
| Celovečerni filmi                       |                                                |                     |
| Brexit v nepolitičnem zrcalu            | Nina Kojima                                    | dokumentarni        |
| Desire in You                           | Vid Merčun                                     | igrani              |
| Divja Slovenija                         | Matej Vranič                                   | dokumentarni        |
| jerebika, štrudelj, ples pa še kaj      | Martin Draksler                                | igrani              |
| Piran Underground                       | Iztok Aberšek                                  | igrano-dokumentarni |
| Srednjemetražni filmi                   |                                                |                     |
| Sto let od koroškega plebiscita         | Valentin Pečenko                               | dokumentarni        |
| Za vedno tu, Slovenci od Krasa do morja | Magda Lapajne                                  | dokumentarni        |
| Kratki filmi                            |                                                |                     |
| Lopovi in policaji                      | udeleženci filmske šole (mentor Damjan Kozole) | igrani              |